# Пол Бити
Пол Бити (енгл. Paul Beatty; Лос Анђелес, 9. јун 1962) је амерички писац и професор креативног писања на Универзитету Колумбија. Године 2016. освојио је Награду Националног круга књижевних критичара и Награду Букер за свој роман Продана душа. То је био први пут да је писац из Сједињених Држава награђен наградом Мен Букер.

## Рани живот и образовање
Пол Бити је рођен у Лос Анђелесу, Калифорнија, 1962. године. Одрастао је у Западном Лос Анђелесу. Одгајала га је самохрана мајка и није имао однос са оцем. Када је био млађи, на њега су утицали комичар Ричард Прајор, као и писци Џозеф Хелер и Курт Вонегут. Године 1980. завршио је средњу школу Ел Камино Реал у Вудланд Хилсу, Калифорнија. Похађао је Универзитет у Бостону за основне и постдипломске студије, где је 1987. стекао звање магистра уметности (МА) из психологије. Касније је стекао звање магистра лепих уметности (МФА) из креативног писања на Бруклинском колеџу.

## Каријера
Године 1990, Бити је крунисан за првог Гранд слем шампиона Nuyorican Poets Cafe-а. Једна од награда за освајање шампионске титуле био је уговор за књигу који је резултирао његовом првом збирком поезије, Big Bank Take Little Bank (1991). Уследила је још једна књига поезије, Joker, Joker, Deuce (1994), и наступи на којима је изводио своју поезију на МТВ-у и ПБС-у (у серији The United States of Poetry). Године 1993. добио је грант од Фондације за савремену уметност.
Године 1996. живео је у Берлину, Немачка, исте године када је објављен његов први роман, Игра белог дечака. Игра белог дечака је добила позитивну рецензију од Ричарда Бернстајна у Њујорк тајмсу, који је књигу назвао „експлозијом сатиричне врелине из талентованог срца црначког америчког живота”. Његов други роман, Tuff (2000), добио је позитивну оцену у часопису Тајм, где је описан као „продужена реп песма, чији ликови приповедају о борби и преживљавању са храброшћу хип-хопера”. Године 2006, Бити је уредио антологију афроамеричког хумора под називом Hokum и написао чланак у Њујорк тајмсу на исту тему. Његов роман Slumberland из 2008. године говори о америчком ди-џеју у Берлину, а рецензент Патрик Нит је рекао: „У свом најбољем издању, Битијево писање је шокантно оригинално, опсцено и веома смешно.” У свом роману Продана душа из 2015. године, Бити бележи причу о урбаном фармеру који покушава да покрене ревитализацију ропства и сегрегације у измишљеном насељу Лос Анђелеса. У Гардијану, Елизабет Донели га је описала као „маестрално дело које Битија успоставља као најсмешнијег писца у Америци”, док га је рецензенткиња Рени Едо-Лоџ назвала „вихором сатире”, додајући: „Све у вези са заплетом Продане душе је контрадикторно. Средства су довољно стварна да буду уверљива, а ипак довољно надреална да подигну обрве.” Књига је настајала више од пет година.
Продана душа је награђена Наградом Националног круга књижевних критичара за фикцију 2015. године, и Наградом Мен Букер 2016. године. Бити је први Американац који је освојио награду Мен Букер, за коју су сви романи на енглеском језику постали квалификовани 2014. године.
Бити је професор на Универзитету Колумбија и предавао је предмет „Књижевност из Лос Анђелеса” у оквиру МФА програма креативног писања.

## Лични живот
Бити је ожењен филмском стваратељком Алтеом Васов, сестром суоснивача BlackPlanet-а, Омара Васова.

## Награде и признања
- 2009: Creative Capital награда за Slumberland
- 2015: Награда Националног круга књижевних критичара (Фикција), победник за Продану душу.[26]
- 2016: Награда Букер, победник за Продану душу.
- 2017: Међународна Даблинска књижевна награда, дужа листа за Продану душу

## Дела

### Поезија
- Big Bank Take Little Bank. Nuyorican Poets Cafe Press. 1991. ISBN 0-9627842-7-3..
- Beatty, Paul (март 1994). Joker, Joker, Deuce. Penguin. ISBN 0-14-058723-3.. (1994).

### Проза
- Игра белог дечака. 1996. ISBN 0-312-28019-X.. [10]
- Tuff. Alfred A. Knopf. 2000. ISBN 0-375-40122-9..
- Beatty, Paul (11. 8. 2009). Slumberland. Bloomsbury USA. ISBN 978-1596912410.. (2008). Bloomsbury USA,
- Beatty, Paul (2016). Продана душа. Oneworld. ISBN 978-1786071477.. (2015). New York: Farrar Straus Giroux. London: Oneworld Publications, 2016.  (тврди повез), 978-1786070159 (меки повез)

### Уређени том
- Beatty, Paul (17. 1. 2006). Hokum: An Anthology of African-American Humor. Bloomsbury USA. ISBN 978-1596911482.. (2006). Bloomsbury USA.